# Centro di un gruppo
In algebra astratta, il centro di un gruppo {\displaystyle G} è quel sottoinsieme {\displaystyle C} di {\displaystyle G} che è costituito dagli elementi che commutano con tutti gli elementi di {\displaystyle G} (compresi  quelli non appartenenti a {\displaystyle C}). In formula:
{\displaystyle C:=\{c\in G\mid gc=cg{\text{ per ogni  }}g\in G\}.}
Se {\displaystyle G} è un gruppo abeliano, chiaramente, {\displaystyle C=G}.
{\displaystyle C} è un sottogruppo abeliano e anche un sottogruppo normale di {\displaystyle G}: infatti, presi {\displaystyle c\in C} e {\displaystyle g\in G}, la commutatività {\displaystyle gc=cg} implica, per il coniugato, che {\displaystyle gcg^{-1}=cgg^{-1}=c1_{G}=c}. Questa proprietà permette sempre di costruire il gruppo quoziente {\displaystyle G/C}. In particolare, vale che il centro è un sottogruppo caratteristico, ovvero è invariante per ogni automorfismo.

## Esempi
Consideriamo il gruppo {\displaystyle GL(n,\mathbb {R} )} delle matrici quadrate invertibili di ordine {\displaystyle n} a elementi reali, munito dell'usuale prodotto righe per colonne. Il centro di questo gruppo è dato dai multipli dell'unità {\displaystyle \lambda I}, cioè dalle matrici diagonali con tutti elementi uguali sulla diagonale. Nel passare al quoziente, vengono identificate le matrici {\displaystyle A} e {\displaystyle B} tali che esista un {\displaystyle \lambda } reale per cui valga {\displaystyle A=\lambda B}. I multipli dell'unità vengono quindi identificati con l'elemento unità, che resta il solo a commutare con tutto il resto del gruppo, questo non impedisce che due matrici arbitrarie possano comunque commutare tra loro.
Altri esempi:
- Il centro del gruppo ortogonale {\displaystyle O(n)} è dato da {\displaystyle \{I,-I\}}.
- Il centro del gruppo dei quaternioni {\displaystyle Q=\{1,-1,i,-i,j,-j,k,-k\}} è dato da {\displaystyle \{1,-1\}}.